# Pedro Eira
Pedro Miguel Eira Pereira (sinh ngày 24 tháng 9 năm 1994 ở Pousa, Barcelos) là một cầu thủ bóng đá người Bồ Đào Nha thi đấu cho Olhanense ở vị trí hậu vệ.

## Sự nghiệp bóng đá
Vào ngày 27 tháng 1 năm 2014, Eira có màn ra mắt cho Braga B trong trận đấu tại Giải bóng đá hạng nhất quốc gia Bồ Đào Nha 2013–14 trước Feirense, anh vào sân thay cho Chidi Osuchukwu ở phút thứ 81.